# Папа Никола I
Никола I (латински: Nicholaus I; око 800 - 13. новембар 867) је био римски папа од 858. године до своје смрти 867. године. Сматра се једним од најзначајнијих папа средњег века. Остао је упамћен по консолидацији папске власти и моћи. У Римокатоличкој цркви поштује се и као светац, а његов празник је 13. новембар.

## Детињство и младост
Рођен је у племићкој породици у Риму. У служби цркве је од раног узраста. Папа Сергије II (844—847) поставио га је за подђакона, а папа Лав IV (847—855) за ђакона. Након смрти Бенедикта III (7. април 858), Луј II, цар Светог римског царства, дошао је у Рим како би утицао на избор новог папе. Никола је изабран 24. априла исте године. Устоличен је у цркви Светог Петра у присуству цара. 

## Понтификат
У духовно исцрпљеној и политички разједињеној западној Европи, погођеној муслиманским и норманским инвазијама, папа Никола појавио се као савестан представник римокатоличке цркве. Сарадња Николе са Лујем II и Византијским царством привремено је зауставила напредовање муслиманских освајача у јужној Италији. Никола је ојачао утврђење у Остији како би осигурао Рим од будућих муслиманских напада
Архиепископ Јован из Равене је на својој територији увео режим насиља над свештеницима. Наметао је неправедне порезе и илегално их је лишавао слободе. Такође је фалсификовао документе којима је подржавао своје тврдње против папске столице. Папина упозорења остала су без резултата. Архиепископ је три пута одбио да изађе пред папски суд. Због тога га је Никола екскомуницирао.

### Црквени бракови
Никола је настојао да одржи црквену дисциплину, нарочито у вези црквених бракова. Ингилтруда, супруга грофа Босоа, напустила је мужа због прељубе. Никола је наредио епископима на територији Карла Ћелавог да је екскомуницирају уколико се не врати мужу. Ингилтруда није обраћала пажњу на црквене наредбе те је 860. године избачена из цркве. Лотар II Немачки напустио је закониту жену Теутбергу како би се оженио Валдраром. Ахенски синод (28. април 862) одобрио је поништење брака. На синоду у Мецу (јун 863), папски легати, подмићени од стране Лотара, одобрили су одлуку Ахенског синода и осудили су Теутбергу у одсуству. Папа Никола остао је веран црквеним законима и екскомуницирао је Лотарове присталице. Остао је при тој одлуци чак и када су се немачке снаге појавиле пред зидинама Рима. Папа је два дана остао заточен у цркви Светог Петра без хране. Енгелберга, супруга Луја II, организовала је помирење Николе и Лотара. Цар се повукао из Италије наредивши архиепископима Триера и Келна да се врате на своју територију. Никола до краја живота није престајао да покушава да измири Лотара са законитом супругом, међутим, без резултата.
Никола се умешао и у служај Јудите Фландријске, ћерке Карла Ћелавог која се, без одобрења оца, удала за Балдуина I Фландријског. Франачки бискупи изопштили су је из цркве. Никола је укинуо њихову одлуку у циљу заштите слободе брака. Обичај сагласности родитеља за склапање брака потиче још из Римског царства. Црква се противила том обичају штитивши право пунолетне деце да слободно бирају брачног партнера.

### Однос са Источном црквом
Никола је у заштиту узео цариградског патријарха Игњатија кога је цар Михаило III свргао и протерао из Цариграда и на његово место поставио Фотија I. Иако су Николини легати на Цариградском сабору (861) прикватили Фотијев избор као законит, Никола је накнадно, на сабору одржаном априла 863. године у Латерану издејствовао одлуку о свргавању Фотија. Та одлука није била призната у Цариграду, одакле је узвраћено одлуком о свргавању папе. Тако је настао нови црквени раскол између Рима и Цариграда (863—867), који је на западу означен као Фотијев раскол, док је на истоку познат и као Николин раскол.
У то време, бугарски кнез Борис I је од цара Лудвига II Немачког затражио да му пошаље неколико свештеника који би ширили хришћанство у Бугарској. Византијско царство је недуго потом напало Бугарску тако да је Борис био приморан на клпање мира и прихватање хришћанства из Цариграда. Бугарски кнез је крштен по византијском обреду у Плиски, а за узврат је од Византије добио признање власти у већем делу Тракије. Борис је желео да се избори и за аутокефалност Бугарске цркве што Цариград није био вољан одобрити. Због тога је бугарски кнез упутио папи Николи 106 питања о томе како би требало водити религију и политику. Никола је августа 866. године одговорио на питања бугарског кнеза у свом делу под насловом: Responsa Nicolai ad consulta Bulgarorum. То није довело до успостављања надлежности Рима над Бугарском пошто су непосредне везе између Римске цркве и Бугара знатно ослабиле након 870. године када је Бугарска црква од Цариграда добила самоуправу.
Пошто је папа Никола подржавао филиоквистичко учење о двоструком исхођењу Светог Духа од Оца и Сина, та јерес је званично осуђена на Цариградском сабору који је одржан 867. године.

### Смрт
Папа Никола умро је 13. новембра 867. године. Наследио га је папа Хадријан II који га је канонизовао (8. маја 868). Никола је у Риму обновио и саградио неколико цркава. Живео је скромно, у духу хришћанског аскетизма. Био је изузетно поштован од стране грађана Рима и својих савременика уопште. Култ Светог Николе потврђен је од стране папе Урбана VIII 1630. године.